# Diskografie Lost Frequencies
Toto je seznam doposud vydané diskografie belgického diskžokeje Lost Frequencies.

## Alba

### Studiová alba
| Název                                                                                   | Detaily o albu                                             | Umístění v hitparádách | Umístění v hitparádách | Umístění v hitparádách | Umístění v hitparádách |
| Název                                                                                   | Detaily o albu                                             | BEL                    | FRA                    | NL                     | SWI                    |
| --------------------------------------------------------------------------------------- | ---------------------------------------------------------- | ---------------------- | ---------------------- | ---------------------- | ---------------------- |
| Less Is More                                                                            | - Vydáno: 21. října 2016 - Vydavatelství: Armada           | 3                      | 108                    | 40                     | 48                     |
| Alive and Feeling Fine                                                                  | - Vydáno: 4. října 2019 - Vydavatelství: Found Frequencies | 6                      | —                      | 51                     | 52                     |
| All Stand Together                                                                      | - Vydáno: 10. listopadu 2023 - Vydavatelství: Armada       | 26                     | 114                    | 67                     | 29                     |
| "—" značí, že se nahrávka neumístila v hitparádách nebo v tomto území ani nebyla vydána |                                                            |                        |                        |                        |                        |

## Extended play
| Název        | Detaily                                                   |
| ------------ | --------------------------------------------------------- |
| Feelings     | - Vydáno: 12. června 2014 - Vydavatelství: Ground Digital |
| Cup of Beats | - Vydáno: 31. července 2020 - Vydavatelství: Armada       |

## Singly

### Jako hlavní umělec
| Název                                                                                   | Rok  | Umístění v hitparádách | Umístění v hitparádách | Umístění v hitparádách | Umístění v hitparádách | Umístění v hitparádách | Umístění v hitparádách | Umístění v hitparádách | Umístění v hitparádách | Umístění v hitparádách | Umístění v hitparádách | Certifikace | Album                       |
| Název                                                                                   | Rok  | BEL                    | AUS                    | AUT                    | FRA                    | GER                    | ITA                    | NLD                    | SPA                    | SWI                    | UK                     | Certifikace | Album                       |
| --------------------------------------------------------------------------------------- | ---- | ---------------------- | ---------------------- | ---------------------- | ---------------------- | ---------------------- | ---------------------- | ---------------------- | ---------------------- | ---------------------- | ---------------------- | --- | --------------------------- |
| "Are You with Me"                                                                       | 2014 | 1                      | 1                      | 1                      | 4                      | 1                      | 13                     | 3                      | 1                      | 1                      | 1                      | - BEA: 5× Platinum - ARIA: 2× Platinum - BPI: 3× Platinum - BVMI: Diamond - FIMI: 4× Platinum - NVPI: Platinum - PROMUSICAE: 3× Platinum                                                    | Less Is More                |
| "Reality" (feat. Janieck Devy)                                                          | 2015 | 1                      | 35                     | 1                      | 2                      | 1                      | 8                      | 5                      | 2                      | 2                      | 29                     | - BEA: 4× Platinum - ARIA: Gold - BPI: Silver - BVMI: 3× Gold - FIMI: 4× Platinum - NVPI: 4× Platinum - IFPI NOR: 3× Platinum - PROMUSICAE: 2× Platinum                                     | Less Is More                |
| "Beautiful Life" (feat. Sandro Cavazza)                                                 | 2016 | 1                      | —                      | 51                     | 39                     | 50                     | 94                     | 65                     | 35                     | —                      | —                      | - BEA: 2× Platinum - BVMI: Gold - NVPI: Platinum | Less Is More                |
| "What Is Love"                                                                          | 2016 | 1                      | —                      | 20                     | 92                     | 24                     | —                      | 73                     | —                      | 52                     | —                      | - BEA: 2× Platinum - BVMI: Gold | Less Is More                |
| "All or Nothing" (feat. Axel Ehnström)                                                  | 2017 | 9                      | —                      | —                      | —                      | —                      | —                      | —                      | —                      | —                      | —                      | - BEA: Platinum | Less Is More                |
| "Here with You" (s Netsky)                                                              | 2017 | 2                      | —                      | —                      | —                      | —                      | —                      | 76                     | —                      | —                      | —                      | - BEA: 2× Platinum - NVPI: Gold | Less Is More                |
| "Crazy" (se Zonderling)                                                                 | 2017 | 1                      | —                      | 7                      | 73                     | 13                     | 15                     | 56                     | —                      | 13                     | —                      | - BEA: 3× Platinum - BVMI: Platinum - FIMI: 2× Platinum - NVPI: Gold - SNEP: Gold | Alive and Feeling Fine      |
| "Melody" (feat. James Blunt)                                                            | 2018 | 7                      | —                      | 19                     | —                      | 26                     | 48                     | —                      | —                      | 8                      | —                      | - BEA: Platinum - BVMI: Gold - FIMI: Platinum | Alive and Feeling Fine      |
| "Like I Love You" (feat. The Nghbrs)                                                    | 2018 | 5                      | —                      | 36                     | 61                     | 40                     | —                      | —                      | —                      | 45                     | —                      | - BEA: Platinum - SNEP: Gold | Alive and Feeling Fine      |
| "Recognise" (feat. Flynn)                                                               | 2019 | 18                     | —                      | —                      | —                      | —                      | —                      | —                      | —                      | —                      | —                      | - BEA: Platinum | Alive and Feeling Fine      |
| "Truth Never Lies" (feat. Aloe Blacc)                                                   | 2019 | 35                     | —                      | —                      | —                      | —                      | —                      | —                      | —                      | —                      | —                      | | Alive and Feeling Fine      |
| "Sun Is Shining"                                                                        | 2019 | 5                      | —                      | —                      | —                      | —                      | —                      | —                      | —                      | —                      | —                      | - BEA: 2× Platinum | Alive and Feeling Fine      |
| "Black & Blue" (s Mokita)                                                               | 2019 | 53                     | —                      | —                      | —                      | —                      | —                      | —                      | —                      | —                      | —                      | | Alive and Feeling Fine      |
| "Sweet Dreams"                                                                          | 2020 | —                      | —                      | —                      | —                      | —                      | —                      | —                      | —                      | —                      | —                      | | Alive and Feeling Fine      |
| "Beat of My Heart" (feat. Love Harder)                                                  | 2020 | —                      | —                      | —                      | —                      | —                      | —                      | —                      | —                      | —                      | —                      | | Alive and Feeling Fine      |
| "Love to Go" (se Zonderling feat. Kelvin Jones)                                         | 2020 | 6                      | —                      | 52                     | —                      | 58                     | —                      | 25                     | —                      | 56                     | —                      | - BEA: Platinum - BVMI: Gold | Cup of Beats                |
| "One More Night" (feat. Easton Corbin)                                                  | 2020 | —                      | —                      | —                      | —                      | —                      | —                      | —                      | —                      | —                      | —                      | | Cup of Beats                |
| "Don't Leave Me Now" (s Mathieu Koss)                                                   | 2020 | 11                     | —                      | —                      | —                      | —                      | —                      | 42                     | —                      | —                      | —                      | - BEA: Platinum | Cup of Beats                |
| "Rise"                                                                                  | 2021 | 10                     | —                      | —                      | 69                     | —                      | —                      | 19                     | —                      | —                      | —                      | - BEA: 2× Platinum - FIMI: Gold - IFPI AUT: Platinum - IFPI SWI: Platinum - SNEP: Gold | Singl bez alb               |
| "Where Are You Now" (s Calum Scott)                                                     | 2021 | 4                      | 5                      | 3                      | 18                     | 5                      | 38                     | 10                     | 85                     | 2                      | 3                      | - BEA: 3× Platinum - ARIA: 5× Platinum - BPI: 2× Platinum - BVMI: 2× Platinum - FIMI: 2× Platinum - IFPI AUT: 4× Platinum - IFPI SWI: 5× Platinum - PROMUSICAE: 2× Platinum - SNEP: Diamond | All Stand Together          |
| "Questions" (s James Arthur)                                                            | 2022 | 13                     | —                      | —                      | —                      | —                      | —                      | 54                     | —                      | 87                     | —                      | - IFPI SWI: Gold | All Stand Together          |
| "Back to You" (s Elley Duhé a X Ambassadors)                                            | 2022 | 10                     | —                      | 42                     | —                      | 32                     | —                      | 3                      | —                      | 32                     | —                      | - IFPI AUT: Gold - IFPI SWI: Platinum | All Stand Together          |
| "The Feeling"                                                                           | 2023 | 11                     | —                      | 7                      | —                      | 45                     | —                      | 23                     | —                      | 23                     | —                      | - IFPI AUT: Platinum - IFPI SWI: Gold | All Stand Together          |
| "Dive" (s Tom Gregory)                                                                  | 2023 | 20                     | —                      | —                      | —                      | —                      | —                      | —                      | —                      | —                      | —                      | | All Stand Together          |
| "Head Down" (s Bastille)                                                                | 2024 | 12                     | —                      | 64                     | —                      | 28                     | —                      | 35                     | —                      | 87                     | 78                     | | All Stand Together          |
| "Gone" (s Alexander Stewart)                                                            | 2024 | —                      | —                      | —                      | —                      | —                      | —                      | —                      | —                      | —                      | —                      | | All Stand Together (Deluxe) |
| "In My Bones" (s David Kushner)                                                         | 2024 | —                      | —                      | —                      | —                      | —                      | —                      | —                      | —                      | —                      | —                      | | Singly bez alb              |
| "Black Friday (Pretty Like the Sun)" (s Tom Odell)                                      | 2024 | 1                      | 71                     | 31                     | 79                     | 23                     | —                      | 5                      | —                      | 5                      | 50                     | | Singly bez alb              |
| "Love Is the Only Thing" (s Clementine Douglas)                                         | 2024 | —                      | —                      | —                      | —                      | —                      | —                      | —                      | —                      | —                      | —                      | | Singly bez alb              |
| "Kick the Nation" (s Pickle)                                                            | 2024 | —                      | —                      | —                      | —                      | —                      | —                      | —                      | —                      | —                      | —                      | |                             |
| "—" značí, že se nahrávka neumístila v hitparádách nebo v tomto území ani nebyla vydána |      |                        |                        |                        |                        |                        |                        |                        |                        |                        |                        | |                             |

### Jako vedlejší umělec
| Název                                                       | Rok  | Umístění v hitparádách |
| Název                                                       | Rok  | BEL                    |
| ----------------------------------------------------------- | ---- | ---------------------- |
| "Eagle Eyes" (Felix Jaehn feat. Lost Frequencies a Linying) | 2015 | 48                     |

### Promo singly
| Název                     | Rok  | Album         |
| ------------------------- | ---- | ------------- |
| "Trouble" (feat. Lauren)  | 2014 | Feelings      |
| "No Trust" (feat. Lauren) | 2014 | Feelings      |
| "Tell Me" (feat. Chesqua) | 2014 | Singl bez alb |

## Remixy
| Název                                           | Rok  | Původní umělec                                   |
| ----------------------------------------------- | ---- | ------------------------------------------------ |
| "No Women No Cry" (Lost Frequencies Bootleg)    | 2014 | Bob Marley                                       |
| "In This World" (Lost Frequencies Bootleg)      | 2014 | Moby                                             |
| "Liberty City" (Lost Frequencies Remix)         | 2014 | Krono                                            |
| "All You Need" (Lost Frequencies Remix)         | 2015 | Y.V.E 48                                         |
| "Paris" (Lost Frequencies Remix)                | 2015 | Antoine Malye                                    |
| "The Hum" (Lost Frequencies Remix)              | 2015 | Dimitri Vegas & Like Mike vs. Ummet Ozcan        |
| "In And Out Of Love" (Lost Frequencies Remix)   | 2015 | Armin van Buuren (feat. Sharon den Adel)         |
| "Run" (Lost Frequencies Remix)                  | 2015 | Emma Bale                                        |
| "Sleep / For The Weak" (Lost Frequencies Remix) | 2015 | Lea Rue                                          |
| "Cold Water" (Lost Frequencies Remix)           | 2016 | Major Lazer (feat. Justin Bieber a MØ)           |
| "Hey Baby" (Lost Frequencies Remix)             | 2017 | Dimitri Vegas & Like Mike a Diplo                |
| "Alone" (Lost Frequencies Remix)                | 2017 | Alan Walker                                      |
| "Malibu" (Lost Frequencies Remix)               | 2017 | Miley Cyrus                                      |
| "Guinea Pig" (Lost Frequencies Remix)           | 2018 | Girls in Hawaii                                  |
| "Slow Burn" (Lost Frequencies Remix)            | 2019 | Moksi (feat. Elayna Boynton)                     |
| "American Boy" (Lost Frequencies Remix)         | 2019 | Estelle (feat. Kanye West)                       |
| "Summer Days" (Lost Frequencies Remix)          | 2019 | Martin Garrix (feat. Macklemore a Patrick Stump) |
| "Ave Cesaria" (Lost Frequencies Remix)          | 2019 | Stromae                                          |
| "She Don't Dance" (Lost Frequencies Remix)      | 2020 | Everyone You Know                                |
| "Tequila" (Lost Frequencies Remix)              | 2020 | Jax Jones, Martin Solveig a Raye                 |
| "Lay Your Head on Me" (Lost Frequencies Remix)  | 2020 | Major Lazer (feat. Marcus Mumford)               |
| "Be Someone" (Lost Frequencies Remix)           | 2020 | Joachim Pastor (feat. Eke)                       |
| "Bloodstream" (Lost Frequencies Remix)          | 2021 | twocolors                                        |
| "Never Going Home" (Lost Frequencies Remix)     | 2021 | Kungs                                            |
| "Kesariya" (Lost Frequencies Remix)             | 2023 | Pritam, Arijit Singh                             |
| "Eyes Closed" (Lost Frequencies Remix)          | 2023 | Ed Sheeran                                       |
| "Broken" (Lost Frequencies Cut)                 | 2023 | Isak Danielson                                   |
| "Jour meilleur" (Lost Frequencies Edit)         | 2023 | Orelsan                                          |
| "Freestyler (Rock The Microphone)"              | 2024 | Bomfunk MC's                                     |